# Kambodża na Letnich Igrzyskach Olimpijskich 1996
Kambodżę na Letnich Igrzyskach Olimpijskich 1996 reprezentowało pięciu zawodników: trzech mężczyzn i dwie kobiety. Był to czwarty start reprezentacji Kambodży na letnich igrzyskach olimpijskich.

## Skład kadry

### Lekkoatletyka
Kobiety
- Ouk Chanthan – bieg na 100 m – odpadła w eliminacjach,

Mężczyźni
- To Rithya – maraton – 105. miejsce,

### Pływanie
Kobiety
- Hem Reaksmey – 100 m stylem klasycznym – 46. miejsce,

Mężczyźni
- Hem Lumphat – 200 m stylem zmiennym – nie został sklasyfikowany (dyskwalifikacja),

### Zapasy
Mężczyźni
- Vath Chamroeun – styl wolny waga do 62 kg – 20. miejsce,